# Escudo de Tuvá

Escudo de armas de Tuvá.

El emblema de Tuvá es un campo celeste con un borde amarillo. En el centro del campo está un jinete tradicional, simbolizando la soberanía y el espíritu de Tuvá. El escudo de armas fue creado en 1992, y es similar al actual escudo de Mongolia, que fue adoptado ese mismo año.

## Significado de los colores
El amarillo simboliza el oro y el budismo. El azul simboliza la moral de los pastores nómadas (que son comúnmente respetados en la región), así como el cielo tuvano. El féretro azul simboliza la confluencia de los ríos Bolshói Yeniséi (Gran Yeniséi) y Maly Yeniséi (Pequeño Yeniséi) en la capital tuvana de Kyzyl, donde forman el río Yeniséi, conocida por los lugareños como el río Ulug-Khem. El blanco simboliza la plata y la virtud; además, es común en Tuvá de anfitriones para saludar a los invitados con serpentinas de plata en sus brazos.

## Escudos históricos

Escudo de la República Popular de Tannu Tuvá (1926-1930)
Escudo de la República Popular de Tannu Tuvá (1930)
Escudo de la República Popular de Tannu Tuvá (1930-1933)
Escudo de la República Popular de Tannu Tuvá (1933-1939)
Escudo de la República Popular de Tannu Tuvá (1943-1944)
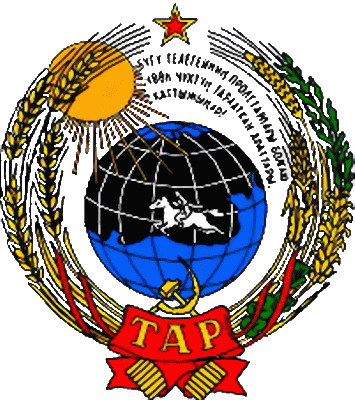
Escudo de la República de Tannu Tuvá (1941-1944)
Escudo de la República Autónoma Socialista Soviética de Tuvá (1962-1978)
Escudo de la República Autónoma Socialista Soviética de Tuvá (1978–1992)

- Datos: Q2622409